# Złoty Stok (gmina)
Złoty Stok est une gmina mixte du powiat de Ząbkowice Śląskie, Basse-Silésie, dans le sud-ouest de la Pologne, sur la frontière avec la République tchèque. Son siège est la ville de Złoty Stok, qui se situe environ 16 km au sud de Ząbkowice Śląskie, et 77 km au sud de la capitale régionale Wrocław.
La gmina couvre une superficie de 75,63 km2 pour une population de 4 748 habitants.

## Géographie
La gmina est bordée par les gminy de Bardo, Kamieniec Ząbkowicki, Kłodzko, Lądek-Zdrój et Paczków. Elle est également frontalière de la République tchèque.